# Giovanni Colmo

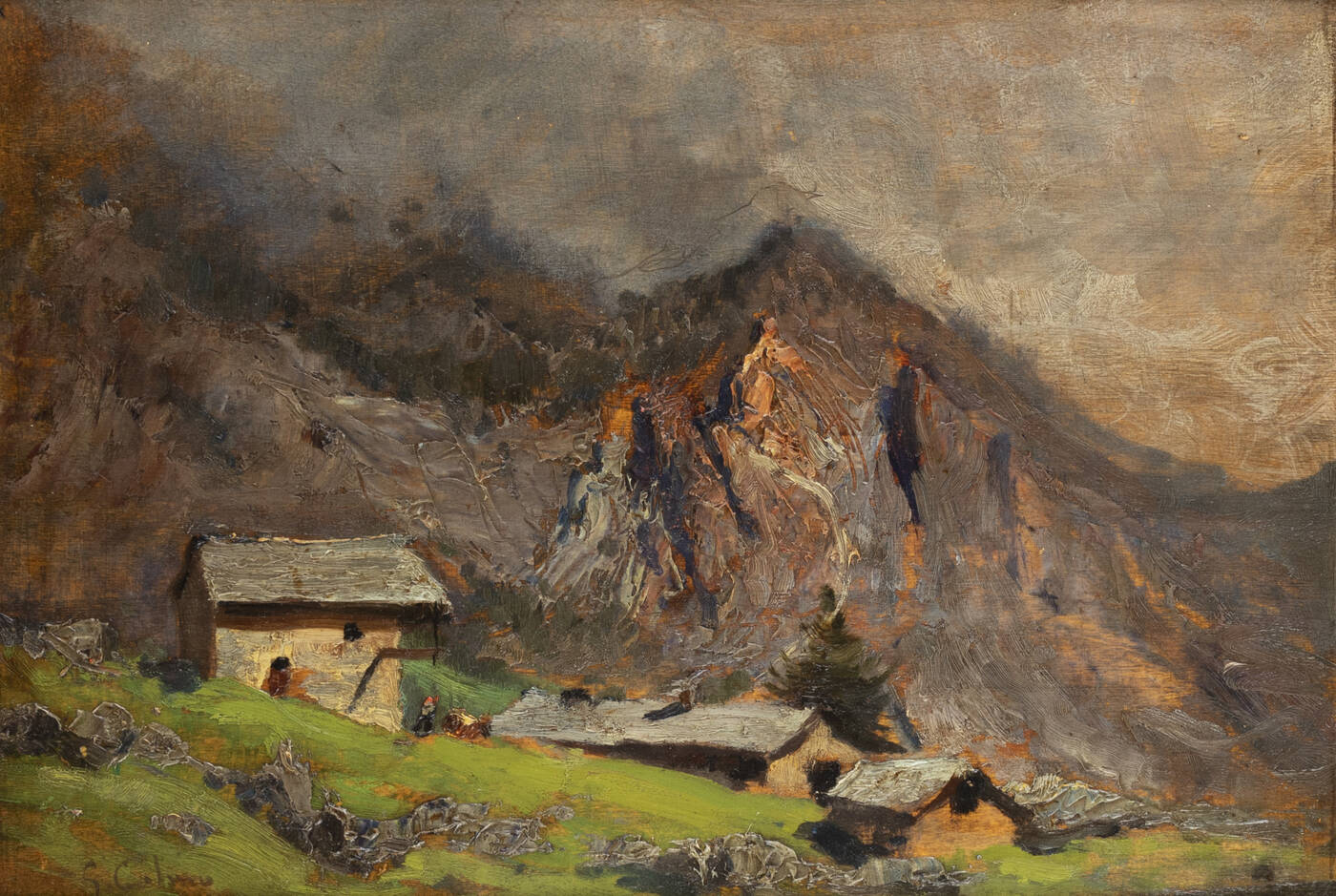
Giovanni Colmo, Alpe rocciosa

Giovanni Colmo (Torino, 13 maggio 1867 – Torino, 24 aprile 1947) è stato un pittore italiano.

## Biografia
Fratello maggiore di Eugenio, caricaturista noto con lo pseudonimo di «Golia», si laureò in ingegneria civile nel 1891 e fu per alcuni anni impiegato presso il Comune di Torino. Dal 1923 si dedicò esclusivamente alla pittura. Dopo la guerra visse ed operò fra Garessio e Finale Ligure.
È sepolto nel Cimitero monumentale di Torino.

## Attività artistica
La sua pittura, legata ai canoni paesaggistici piemontesi del XIX secolo, pur indebolita da una certa convenzionalità, toccò momenti di buon valore nella produzione di tavolette di minori dimensioni. Colmo fu assiduo espositore al Circolo degli artisti di Torino. Partecipò inoltre ad alcune edizioni della Quadriennale di Torino.
Alcune sue opere sono conservate a Garessio, nella Pinacoteca Eugenio Colmo, dedicata al fratello.